# District d'Urubamba
Le district d'Urubamba est l’un des sept districts de la province d'Urubamba située dans le département de Cusco au Pérou.
Le district est traversé par la chaîne montagneuse Urupampa.